# Camping-car (film, 2006)
Pour les articles homonymes, voir Camping-car et RV.
Pour plus de détails, voir Fiche technique et Distribution.
Camping-car ou VR au Québec (RV) est un film américain réalisé par Barry Sonnenfeld et sorti en 2006. Il met en scène Robin Williams dans le rôle d'un père de famille tenant de resserrer les liens familiaux avec des vacances en camping-car.
Le film reçoit des critiques très négatives et un accueil modeste au box-office.

## Synopsis
Bob Munro (Robin Williams), est un heureux papa, avec sa fille Cassie Munro (Joanna Levesque). Elle est pleine d'amour pour son papa. Il vit avec la maman et leurs fils encore bébé.
Quelques années après, Cassie est devenue adolescente et les relations avec son père sont beaucoup plus difficiles. Le père veut conserver son travail pour pouvoir payer les études de ses enfants et aussi profiter de sa famille. Pour concilier les deux, il remplace un voyage à Hawaï par un voyage en camping-car et il ment à sa famille pour justifier cette action. Ses deux enfants se montrent déçus et hostiles de ce remplacement de Hawaï par un voyage dans la cambrousse.
De multiples épreuves attendent le malheureux papa : la vidange des toilettes dans une fosse septique. Deux frères pleins de bonne volonté viennent aider le papa, mais ils manquent d'intelligence... Une famille plus débrouillarde, les Gornicke, vient dépanner le papa. La famille Munro fuit ensuite la famille Gornicke, même si les Gornicke leur rendent service à de nombreuses reprises.

## Fiche technique
- Titre français : Camping-car
- Titre original : RV
- Titre québécois : VR
- Réalisation : Barry Sonnenfeld
- Scénario : Geoff Rodkey
- Musique : James Newton Howard
- Photographie : Fred Murphy
- Montage : Kevin Tent
- Production : Warren Carr, Bobby Cohen, Matthias Deyle, Lucy Fisher, Ryan Kavanaugh, Dan Maag, Aslan Nadery, Graham Place, Volker Schauz, Philip Schulz-Deyle, Chris Soldo et Douglas Wick
- Sociétés de production : Columbia Pictures, Relativity Media, Intermedia et Red Wagon Entertainment
- Distribution : Gaumont/Columbia TriStar Films (France), Columbia Pictures / Sony Pictures Releasing (États-Unis)
- Budget : 50 000 000 $[2]
- Pays d'origine :  États-Unis
- Format : Couleurs
- Genre : comédie, road movie
- Durée : 98 minutes
- Dates de sortie :
  - États-Unis et Canada : 28 avril 2006
  - Belgique : 28 juin 2006
  - France : 19 juillet 2006

## Distribution
- Robin Williams (VF : Michel Papineschi ; VQ : Alain Zouvi) : Bob Munro
- Cheryl Hines (VF : Martine Irzenski ; VQ : Hélène Mondoux) : Jamie Munro
- Joanna Levesque (VF : Marie Giraudon ; VQ : Charlotte Mondoux) : Cassie Munro
- Josh Hutcherson (VF : Maxime Nivet ; VQ : François-Nicolas Dolan) : Carl Munro
- Jeff Daniels (VF : Bruno Dubernat ; VQ : Daniel Picard) : Travis Gornicke
- Kristin Chenoweth (VF : Nathalie Bienaimé ; VQ : Michele Lituac) : Mary Jo Gornicke
- Hunter Parrish (VF : Olivier Vagneux) : Earl Gornicke
- Chloe Sonnenfeld : Moon Gornicke
- Alex Ferris : Billy Gornicke
- Will Arnett (VF : Pascal Massix) : Todd Mallory
- Tony Hale (VF : Marc Saez ; VQ : Frédéric Paquet) : Frank
- Brian Howe (VQ : François L'Écuyer) : Marty
- Richard Ian Cox (VQ : François Sasseville (acteur)) : Laird
- Matthew Gray Gubler (VF : Olivier Podesta) : Joe Joe
- Barry Sonnenfeld : Irv
- Veronika Sztopa (VF : Caroline Lallau) : Gretchen
- Brendan Fletcher (VF : Jérôme Pauwels) : Howie
- Kirsten Williamson : Tammy
- Erika Shaye Gair : Cassie Munro à 5 ans
- Stephen E. Miller : Organ Stew Guy
- Malcolm Scott : Kenny

## Production
Le tournage a lieu au Canada : dans les provinces d'Alberta (Rainier, Lethbridge, Milk River, Pays de Kananaskis) et en Colombie-Britannique (Vancouver et North Vancouver, Chilliwack). Quelques plans sont réalisés à Los Angeles.